# Municipio II
Municipio II (Parioli) is een zelfstandig stadsdeel van Rome, gelegen ten noorden van het centrum (Municipio I).

## Onderverdeling
Municipio II bestaat uit de volgende wijken:
Flaminio, Parioli, Pinciano, Salario, Trieste (gedeeltelijk).